# Országos Nép- és Családvédelmi Alap
Az Országos Nép- és Családvédelmi Alap, rövidítve ONCSA 1940-1944 között a nagycsaládos falusi nincstelenek támogatására, a születések számának emelésére és gyermekvédelmi célokból alapított állami szociális szervezet volt, melyet az 1940. évi XXIII. törvénycikkel hoztak létre.
1941-1943 között a terv keretében kb. 12 ezer típuslakást építettek telepszerűen a rászoruló családoknak, 30 éves kamatmentes kölcsön alapján. A típustervekhez a tájegységenkénti falusi lakóházak szolgáltak mintául. Több ezer család jutott földhöz, és közel 12 ezer ember kapott a gazdálkodáshoz szükséges állatállományt. Fiatal házasoknak kölcsönt, gyermekeknek segélyt nyújtottak. Közjóléti szövetkezeteket hoztak létre. Egyidejűleg nép- és családvédelmi pótadót vezettek be, továbbá az állami illetékekből befolyó jövedelmek 27%-át az ONCSA pénzügyi fedezetére fordították.
A telepeken élők életmódját, és gazdálkodását folyamatosan ellenőrizték és tanácsadással támogatták. A program lebonyolítását az Országos Szociális Felügyelőség hálózata végezte. A program irányítását helyi szinten 1941-től szociális felügyelők vették kézbe. Az építkezéseknek a háború vetett véget.

Az ONCSA házak terveit az akkor még másodéves műegyetemi építészmérnök-hallgató, Juhász Jenő készítette. Hogy a munkát hivatalosan is elvégezhesse, rendkívüli felvételt nyert - egyetemi hallgatóként - a Mérnök Kamarába, Első körben, nagyobb számban Komáromban épültek ONCSA házak, ahol a tervező vezette az építkezést 1940-ben.